# 钱树芬
钱树芬（1877年—1959年2月21日），字沅香，廣東東莞附城下板桥村人。中华民国政治人物、实业家、律师。

## 生平
钱树芬初于广州私塾读书，后就读于天津教会学校。1908年，钱树芬随伍廷芳博士出国，到美国芝加哥大学留学，学习工业，留学期间在中国领事馆任司书。1912年，钱树芬毕业，回中国后，曾任南京临时参议院议员。1913年，钱树芬到广东参加竞选，成功当选民元国会议员，赴北京就任。龙济光统治广东时期，钱树芬辞去公职，充任执业律师，参加了“反袁讨龙运动”。1916年3月，袁世凯下野后，钱树芬任广东民政司司长，倡议修筑莞龙公路。1938年日军占领广州后，钱树芬率全家迁到韶关，任广东实业公司董事会董事长。1944年底，日军进犯韶关，钱树芬率公司全体职工及家属步行到东江，在和平县、龙川县、梅县、平远县等地进行考察。
抗日战争结束后，钱树芬从东江返回广州，仍任执业律师，并任广州临时参议会参议员，广州沙面外籍人产业清理委员会委员、广州市政府顾问、广东省政府县长任用审核委员等职务。1949年，钱树芬移居香港，1950年代后期逝世。